# Sinthaweechai Hathairattanakool
Sinthaweechai Hathairattanakool (taj. สินทวีชัย หทัยรัตนกุล, ur. 23 marca 1982 w Sakon Nakhon) – tajski piłkarz grający na pozycji bramkarza. Wcześniej używał imienia Kosin.

## Kariera klubowa
Karierę piłkarską Hathairattanakool rozpoczął w Assumption Sriracha School. Następnie odszedł do klubu Thailand Tobaco Monopoly z miasta Phichit. W 2002 roku zadebiutował w jego barwach w tajskiej Premier League. Jego barw bronił do końca 2004 roku, a na początku 2005 roku przeszedł do Osotspy Saraburi i grał tam przez jeden sezon.
W 2006 roku Hathairattanakool stał się pierwszym bramkarzem indonezyjskiego klubu Persib Bandung. Jego bramki bronił przez sezon, by w 2007 roku wrócić do Tajlandii i podpisać kontrakt z Chonburi FC. W tamtym roku został z Chonburi mistrzem kraju, a w 2008 roku wywalczył wicemistrzostwo. W 2008 roku zdobył też Kor Royal Cup. W 2009 roku był wypożyczony do Persibu Bandung, a w 2010 wrócił do Chonburi. W 2016 przeszedł do Suphanburi FC.

## Kariera reprezentacyjna
W reprezentacji Tajlandii Hathairattanakool zadebiutował w 2004 roku. W tym samym roku wystąpił w 2 meczach Pucharu Azji 2004: z Iranem (0:3) i z Japonią (1:4). W 2007 roku został powołany do kadry na Puchar Azji 2007. Tam rozegrał 3 spotkania: z Irakiem (1:1 i gol w 6. minucie z rzutu karnego), z Omanem (2:0) i z Australią (0:4).